# 戦力支援司令部
戦力支援司令部（せんりょくしえんしれいぶ、ドイツ語：Streitkräfteunterstützungskommando、略称：SKUKdo）は、戦力基盤軍に存在する軍団級指揮機関の一つ。2001年4月に設立され、ケルンのポルツ＝ヴァーンハイデに所在している。
戦力支援司令部は領土防衛の指揮権、軍隊区分ごとの指揮統制、ドイツ連邦軍全軍区分の業務を担当する。また、戦力基盤軍は独自の制服を持たないため、戦力支援司令部は三軍の人員によって構成される。更に下位の部門はボン、ラインバッハ、ジークブルク、フィッセルヘーヴェデ、カールスルーエ、カステラウンおよびグラーフシャフトに所在している。
司令官には陸軍中将が充てられる。

## 任務
連邦軍と戦力基盤軍の任務。
- 指揮支援
- 後方支援
- 交通と輸送組織
- 核生物化学兵器防御と防護任務
- 作戦情報
- 操縦教育
- 軍事訓練区域の管理
- 領土防衛
- 市民の軍事協力
- 連邦軍憲兵隊の運用

## 下位組織
戦力支援司令部には連邦軍の以下の機関が含まれている。
- 第1防衛管区司令部＝沿岸　在キール
- 第2防衛管区司令部　在マインツ
- 第3防衛管区司令部　在エアフルト
- 第4防衛管区司令部＝南部ドイツ　在ミュンヘン
- 戦略偵察団　在ラインバッハ
- 連邦軍地理情報局　在オイスキルヒェン
- 連邦軍後方支援局　在ザンクト・アウグスティン
- 連邦軍後方支援センター　在ヴィルヘルムスハーフェン
- 作戦情報センター　在マイエン
- 軍民協力中核的機関ドイツ分担

## 歴代司令官
| 代 | 氏名                                                                 | 着任          | 離任          |
| -- | -------------------------------------------------------------------- | ------------- | ------------- |
| 1  | ウルフ・フォン・クラウス陸軍中将 Ulf von Krause                      | 2001年4月10日 | 2005年2月16日 |
| 2  | ケルステン・ラール陸軍中将 de:Kersten Lahl                           | 2005年2月17日 | 2008年2月27日 |
| 3  | マンフレート・エンゲルハート陸軍中将 de:Manfred Engelhardt (General) | 2008年2月27日 |               |